# Czarna biała magia
Czarna biała magia – drugi, wspólny album rapera Wojciecha „Sokoła” Sosnowskiego i piosenkarki Marysi Starosty. Wydawnictwo ukazało się 13 grudnia 2013 roku nakładem wytwórni muzycznej Prosto. Produkcji nagrań podjęli się SpaceGhostPurrp, SoDrumatic, Brall, DJ Wich, White House, Shuko, Fonty, JR, PH7, Jimmy Ledrac, Roca Beats, DJ Premier, Odme oraz Drumkidz. Partie scratch'y wykonali DJ Nelson, DJ Deszczu Strugi, DJ. B, DJ Eprom, DJ Steez, DJ Kebs, DJ Falcon1, DJ Grubaz oraz Tony Touch. 
Nagrania zadebiutowały na 1. miejscu zestawienia OLiS i uzyskały status platynowej płyty. W lutym 2023 Czarna biała magia osiągnęła sprzedaż na poziomie dwukrotnie platynowej płyty.

## Lista utworów
Opracowano na podstawie materiału źródłowego.
1. „Proporcje” (produkcja: SpaceGhostPurrp, scratche: DJ Nelson) – 5:25
2. „Spalone mosty” (produkcja: SoDrumatic, scratche: DJ Deszczu Strugi) – 4:04
3. „Każdy dzień” (produkcja: Brall, gitara: Maciek Mąka) – 6:14
4. „Jak walec” (produkcja: DJ Wich, scratche: DJ. B) – 3:12
5. „Wyblakłe myśli” (produkcja: White House, scratche: DJ Eprom) – 4:34
6. „Borderline” (produkcja: White House, scratche: DJ Steez) – 2:33
7. „Czarna biała magia” (produkcja: Shuko, Fonty, scratche: DJ Kebs, DJ Falcon1) – 2:51
8. „W mieście” (produkcja: JR, PH7, scratche: DJ Falcon1) – 3:36
9. „Zdeptane kwiaty” (produkcja: Jimmy Ledrac, scratche: DJ Kebs, DJ Falcon1) – 4:57
10. „W dół brzuchem” (produkcja: Shuko, scratche: DJ. B) – 5:19
11. „Chujowo wyszło” (produkcja: SpaceGhostPurrp, scratche: DJ. B) – 4:27
12. „Na wiatr” (produkcja: Roca Beats, scratche: DJ Grubaz) – 3:28
13. „Zepsute miasto” (produkcja, scratche: DJ Premier) – 4:49[A]
14. „Spierdalaj” (produkcja: Odme, scratche: Tony Touch) – 4:09[B]
15. „Reszta życia” (produkcja: Shuko, Fonty, scratche: DJ Steez) – 3:39[C]
16. „Kilka kroków jeszcze” (produkcja: Drumkidz, scratche: DJ Kebs, DJ Falcon1) – 4:02
17. „Nie padnę” (produkcja: White House, scratche: DJ Eprom) – 3:32

Notatki
- A^ Z wykorzystaniem sampli pochodzących z piosenki „Faithful Man” w wykonaniu Lee Fieldsa[10].
- B^ Z wykorzystaniem sampli pochodzących z piosenki „Still Water” w wykonaniu Act I[11].
- C^ Z wykorzystaniem sampli pochodzących z piosenki „Born to Die” w wykonaniu Lany Del Rey[12].